# Albert Lord
Albert Bates Lord (né en 1912 - mort en 1991) est un philologue américain, professeur de littérature slave et de littérature comparée à l’université Harvard. 

## Biographie
Entre 1933 et 1935, Albert Lord fait deux voyages en Yougoslavie et en Albanie du Nord, en compagnie de Milman Parry, qui, ancien élève d’Antoine Meillet à la Sorbonne, est alors Professeur Associé à l’université Harvard. Ensemble, ils parcourent la région de Novi Pazar. C’est dans cette région qu’en 1389 s’est déroulée la bataille de Kosovo Polje opposant le prince serbe Lazar Hrebeljanović et le sultan Murad Ier. Cette bataille donne naissance à de grandes épopées, récitées par des rhapsodes (les guzlars) souvent analphabètes, capables de construire des poèmes de plusieurs milliers de vers grâce à un « style formulaire ». Dans leur récitation, ces rhapsodes s’accompagnent d’une sorte de vielle, la guzla (ou gusle). Suivant l'exemple de Matija Murko, Parry  et Lord enregistrèrent quelques centaines d'épopées, actuellement conservées à la bibliothèque Widener à Harvard. 
Après la mort de son maître Milman Parry en 1935, Albert Lord poursuit ses travaux sur la littérature épique. Et en 1960, il publie The Singer of Tales.
Dans cet ouvrage, il tente de démontrer que les grandes épopées d’Europe et d’Asie est les héritières non seulement d’une tradition orale mais aussi d’une composition orale. C’est ainsi qu’il argumente en faveur d’une stricte séparation entre les auteurs des épopées homériques et ceux qui, plus tard, les confient à l’écrit ; selon lui, les textes préservés sont la transcription par un auditeur d’une histoire récitée. L’histoire elle-même ne s’appuie pas sur un texte définitif, mais fait l’objet de multiples variantes, chacune improvisée par le conteur. Le conteur, lors de la récitation, puisait dans un formulaire d’expressions, dans un fonds de constructions thématiques et d’incidents narratifs. Selon Albert Lord, cette improvisation était, pour l’essentiel, inconsciente ; les conteurs pensent rapporter fidèlement les faits. 
Albert Lord étudie également le Beowulf, l’épopée de Gilgamesh, la Chanson de Roland et les Ballades populaires anglaises et écossaises répertoriées par Francis James Child. 
Au-delà de ces multiples traditions narratives, il met en valeur leurs points communs dans les domaines de la composition orale et de l’art de raconter. 

## Source
- John Miles Foley, « Albert Bates Lord (1912-1991): An Obituary », Journal of American Folklore no105 (1992), p. 57-65.